# Галено, Вендерсон
Ве́ндерсон Родри́гес ду Насиме́нту Гале́но (порт.-браз. Wenderson Rodrigues do Nascimento Galeno; родился 21 октября 1997) — бразильский футболист, вингер клуба «Аль-Ахли» и сборной Бразилии.

## Клубная карьера

### Ранняя карьера
Галено родился в Барра-ду-Корда (штат Мараньян) в 1997 году. В 2014 году присоединился к молодёжной команде «Триндади». 10 февраля 2016 года он дебютировал за основной состав клуба в выездном матче против «Анаполины» в Лиге Гояно, выйдя на замену на 29 минут, за которые успел оформить дубль, матч закончился со счётом 3:0. Всего в том сезоне Галено забил 5 голов в 10 матчах и был назван лучшим новичком лиги.
В апреле 2016 года Галено подписал контракт с «Гремио Анаполис».

### «Порту»
28 июня 2016 года Галено перешёл в годичную аренду в «Порту», и был переведён в резервную команду, выступающую во Второй лиге Португалии. 7 августа провёл свой дебютный матч в Сегунда-Лиге против «Авиша».
20 августа 2016 года Галено забил свой первый гол за «Порту B», который стал победным, в выездном матче против «Лейшойнша». 16 мая 2017 года, после удачного сезона за дубль, «Порту» выкупил права на него и подписал пятилетний контракт с пунктом о выкупе в размере 40 миллионов евро.
21 октября 2017 года Галено дебютировал за основную команду в Примейре, выйдя на замену вместо Муссы Марега в домашнем матче против «Пасуш ди Феррейра». Три дня спустя он впервые вышел в стартовом составе «Порту» в групповом этапе Кубка португальской лиги в домашнем матче против «Лейшойнша».
23 января 2018 года Галено был отдан в аренду на полгода в «Портимоненси». За это время провёл всего семь матчей, только один в стартовом составе, и вернулся в «Порту» в июле.
11 июля 2018 года Галено снова был отдан в аренду, в этот раз в «Риу Ави» на весь сезон. 15 дней спустя он дебютировал в еврокубках в выездном матче против польской «Ягеллонии» во втором квалификационном раунде Лиге Европы, а в ответном матче, 2 августа, сделал дубль, но это не помогло португальцам пройти дальше.
Первый гол за «Риу Ави» в Примейре забил 26 августа в матче против «Тонделы» в 3-м туре. Галено регулярно появлялся в стартовом составе «Риу Ави» в течение сезона, забив в общей сложности 8 голов в 35 матчах.

### «Брага»
6 августа 2019 года Галено подписал пятилетний контракт с «Брагой». Сумма трансфера составила 3,5 миллиона евро, которая должна была быть выплачена в рассрочку, плюс налог на добавленную стоимость, чтобы увеличить сумму комиссии до 4,3 миллиона евро. Пункт о выкупе в размере 15 миллионов евро означал, что «Порту» сохранил за собой 50 % своих экономических прав.
25 августа 2019 года Галено забил свой первый гол в сезоне за «Брагу» в 3-м туре в матче против «Жил Висенти», открыв счёт на 6-й минуте. 3 ноября он сделал дубль в течение двух минут в домашней игре против «Фамаликана».
23 мая 2021 года Галено был назван лучшим игроком финального матча Кубка Португалии после того, как «Брага» победила «Бенфику» со счётом 2:0 и в третий раз в истории клуба завоевала этот трофей.
Галено забил 6 голов в 6 играх группового турнира Лиги Европы 2021/22, в том числе два 30 сентября в домашней победе над датским «Мидтьюлланном». 22 января 2022 года, в своей последней игре за «Брагу», Галено забил гол с пенальти, сравняв счёт в победном матче над действующим чемпионом «Спортингом» со счётом 2:1.

### Возвращение в «Порту»
31 января 2022 года «Порту» достиг соглашения о покупке Галено у «Браги» за 9 миллионов евро, пункт о выкупе составил 50 миллионов евро. 13 марта забил свой первый гол за «Порту» в домашней победе над «Тонделой», через три минуты после выхода на поле вместо Витиньи.

## Личная жизнь
В марте 2022 года Галено получил гражданство Португалии после пяти лет проживания в стране.

## Статистика
По состоянию на 29 сентября 2023 года
| Клуб                  | Сезон   | Чемпионат    | Чемпионат | Чемпионат | Кубок | Кубок | Кубок лиги | Кубок лиги | Еврокубки | Еврокубки | Другое | Другое | Итого | Итого |
| Клуб                  | Сезон   | Лига         | И         | Г         | И     | Г     | И          | Г          | И         | Г         | И      | Г      | И     | Г     |
| --------------------- | ------- | ------------ | --------- | --------- | ----- | ----- | ---------- | ---------- | --------- | --------- | ------ | ------ | ----- | ----- |
| Триндади              | 2016    | Лига Гояно   | 10        | 5         | —     | —     | —          | —          | —         | —         | —      | —      | 10    | 5     |
| Гремио Анаполис       | 2016    | Лига Гояно 2 | 0         | 0         | —     | —     | —          | —          | —         | —         | —      | —      | 0     | 0     |
| Порту B (аренда)      | 2016/17 | ЛигаПро      | 37        | 10        | —     | —     | —          | —          | —         | —         | —      | —      | 37    | 10    |
| Порту B               | 2017/18 | ЛигаПро      | 17        | 5         | —     | —     | —          | —          | —         | —         | —      | —      | 17    | 5     |
| Порту                 | 2017/18 | Примейра     | 2         | 0         | 1     | 1     | 1          | 0          | 0         | 0         | —      | —      | 4     | 1     |
| Портимоненси (аренда) | 2017/18 | Примейра     | 7         | 0         | 0     | 0     | 0          | 0          | —         | —         | —      | —      | 7     | 0     |
| Риу Ави (аренда)      | 2018/19 | Примейра     | 27        | 5         | 3     | 1     | 4          | 1          | 2         | 2         | —      | —      | 36    | 9     |
| Брага                 | 2019/20 | Примейра     | 27        | 6         | 1     | 0     | 4          | 0          | 9         | 1         | —      | —      | 41    | 7     |
| Брага                 | 2020/21 | Примейра     | 33        | 3         | 7     | 2     | 3          | 0          | 7         | 2         | —      | —      | 50    | 7     |
| Брага                 | 2021/22 | Примейра     | 14        | 3         | 2     | 1     | 1          | 0          | 6         | 6         | 1      | 0      | 24    | 10    |
| Порту                 | 2021/22 | Примейра     | 12        | 1         | 2     | 0     | 0          | 0          | 4         | 0         | —      | —      | 18    | 1     |
| Порту                 | 2022/23 | Примейра     | 31        | 8         | 6     | 3     | 6          | 2          | 8         | 2         | 1      | 0      | 52    | 15    |
| Порту                 | 2023/24 | Примейра     | 7         | 1         | 0     | 0     | 0          | 0          | 1         | 2         | 1      | 0      | 9     | 3     |
| Итого                 | Итого   | Итого        | 224       | 47        | 22    | 8     | 19         | 3          | 37        | 15        | 3      | 0      | 305   | 73    |

1. 1 2 3 4 5  Лига Европы
2. 1 2 3  Суперкубок Португалии
3. 1 2  Лига чемпионов

## Достижения

### Командные
«Брага»
- Обладатель Кубка португальской лиги: 2019/20[27]
- Обладатель Кубка Португалии: 2020/21[17]

«Порту»
- Чемпион Португалии: 2017/18[28], 2021/22[29]
- Обладатель Кубка Португалии: 2021/22[30], 2022/23
- Обладатель Кубка португальской лиги: 2022/23
- Обладатель Суперкубка Португалии: 2022[31]

### Индивидуальные
- Лучших новичков Лиги Гояно: 2016[3]
- Игрок месяца Второй лиги Португалии: сентябрь 2017
- Игрок финального матча Кубка Португалии: 2021[17]
- Лучший ассистент Лиги Европы: 2019/20[32], 2020/21